# EuskoTran
EuskoTran — дочерняя организация баскской железнодорожной компании EuskoTren, занимающаяся эксплуатацией городских трамваев. По состоянию на 2009 год EuskoTran эксплуатирует две трамвайные системы — трамвай Бильбао (действует с 2002 года) и трамвай Витории (с 2008 года).
Обе системы узкоколейные (используется метровая колея), так же, как и сама сеть железных дорог EuskoTren. Внешне трамваи обеих систем выглядят одинаково, однако с конструкционной точки зрения они довольно сильно различаются. Трамваи обоих городов строились испанской фирмой CAF.

## Трамвай Бильбао

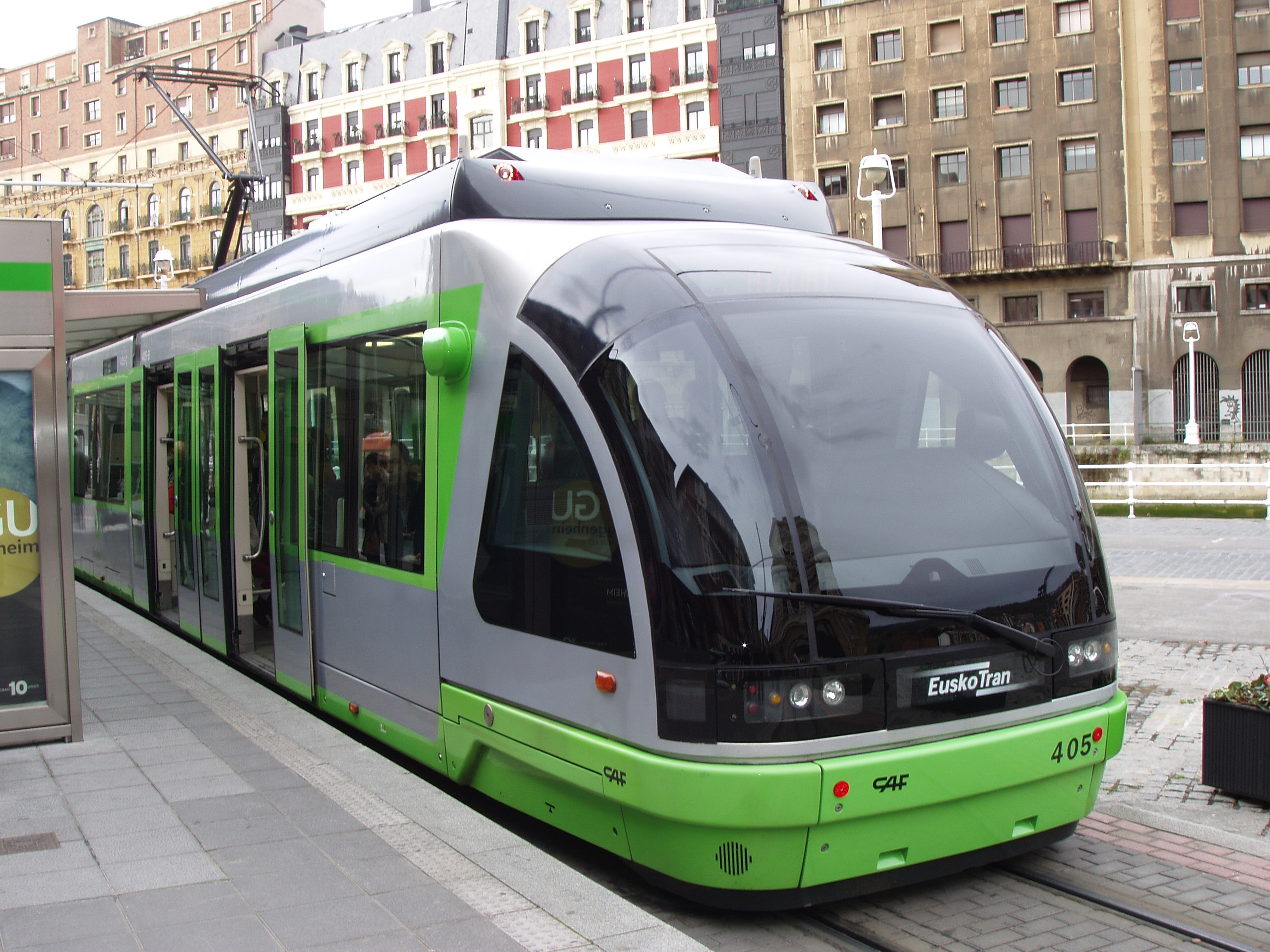
Трамвай в Бильбао

Трамвайная система Бильбао была открыта 18 декабря 2002 года. По состоянию на 2009 год она состоит из одной линии протяжённостью 4,4 км. Подвижной состав — восемь низкопольных двусторонних трамваев. В будущем планируется расширение системы.

## Трамвай Витории

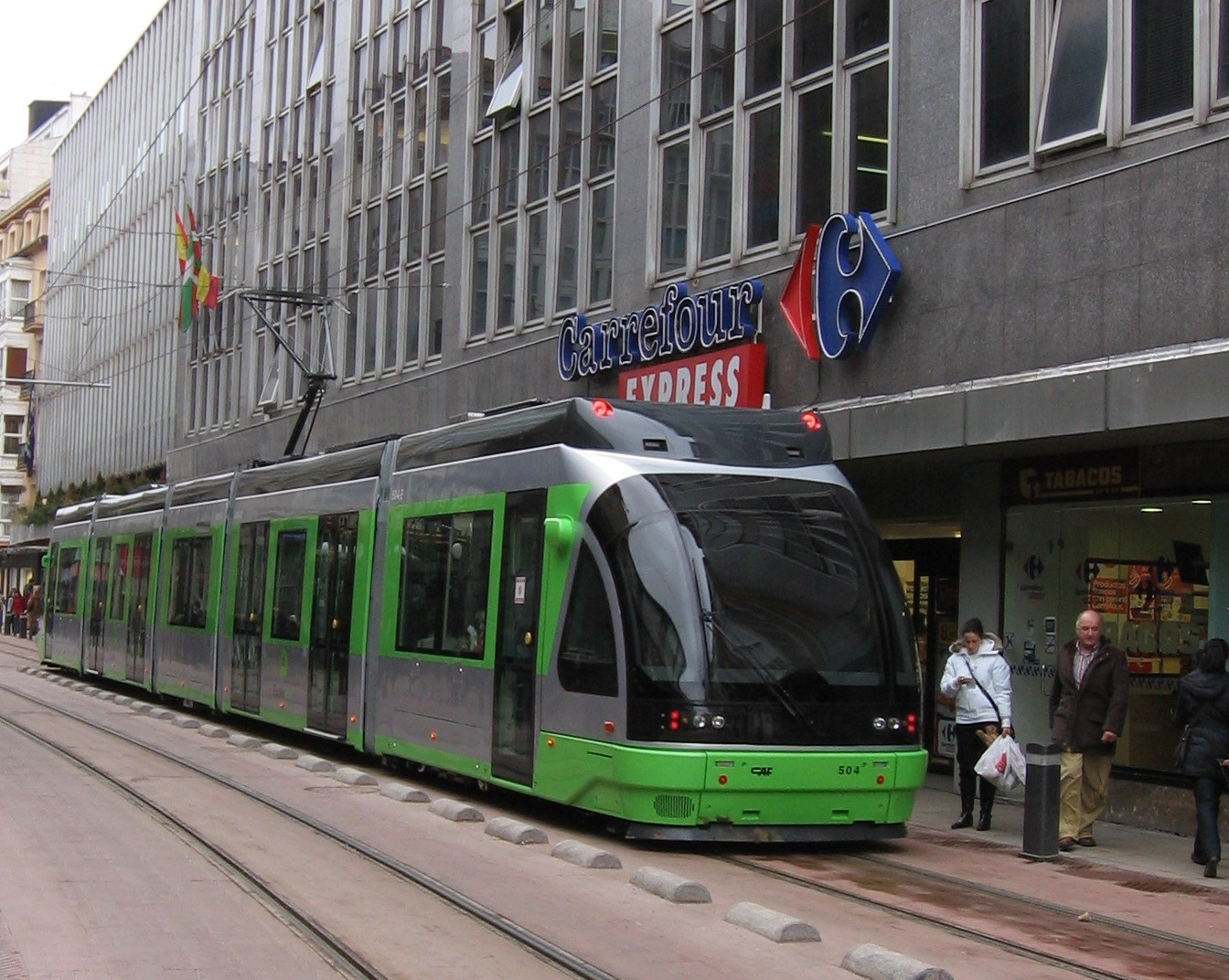
Трамвай в Витории

Трамвайная система Витории открылась 23 декабря 2008 года. Длина пускового участка составила 4,9 км.